# Vahl-lès-Bénestroff
Vahl-lès-Bénestroff là một xã trong vùng Grand Est, thuộc tỉnh Moselle, quận Château-Salins, tổng Albestroff. Tọa độ địa lý của xã là 48° 54' vĩ độ bắc, 06° 47' kinh độ đông. Vahl-lès-Bénestroff nằm trên độ cao trung bình là 245 mét trên mực nước biển, có điểm thấp nhất là 220 mét và điểm cao nhất là 284 mét. Xã có diện tích 8,97 km², dân số vào thời điểm 1999 là 117 người; mật độ dân số là 13 người/km².

## Thông tin nhân khẩu
| 1962 | 1968 | 1975 | 1982 | 1990 | 1999 |
| ---- | ---- | ---- | ---- | ---- | ---- |
| 175  | 191  | 159  | 120  | 106  | 117  |